# Staro Selo, Vrața
Staro Selo (în bulgară Старо Село) este un sat în comuna Mezdra, regiunea Vrața,  Bulgaria.

## Demografie
Componența etnică a satului Staro Selo
     Bulgari (100%)
     Nicio identificare (0%)
     Altele (0%)
La recensământul din 2011, populația satului Staro Selo era de 137 locuitori. Din punct de vedere etnic, majoritatea locuitorilor (100,0%) erau bulgari. Pentru 0,0% din locuitori nu este cunoscută apartenența etnică.